# Iglesia de la Vera Cruz (Carballino)
La iglesia de Vera Cruz (conocida por los vecinos como la «igrexa nova») es un templo católico ubicado en el municipio español de Carballino, en la provincia de Orense. Es una de las últimas obras inacabadas del arquitecto gallego Antonio Palacios (fue finalizada en 1957).
Sin embargo, el templo fue consagrado y abrió sus puertas al culto varios años antes, concretamente el 17 de septiembre de 1952, coincidiendo con la festividad de San Cibrán, patrón del pueblo de Carballino.
Su construcción data de mediados del siglo XX y fue financiada con la ayuda vecinal. Su origen fue labor pastoral del párroco Luciano Evaristo Vaamonde da Cortiña.
Tiene una altura de 52 metros. La torre permanece cerrada al público.